# Netz (Familienname)
Netz ist ein deutscher Familienname.

## Namensträger
- Auguste Netz (1830–1885), deutsche Theaterschauspielerin und Opernsängerin
- Carsten Netz (* 1971), deutscher Jazz- und Fusionmusiker
- Hans-Jürgen Netz (* 1954), deutscher Textautor
- Heinrich Netz (1896–1983), deutscher Maschinenbauingenieur und Rektor der Technischen Hochschule München
- Lilo Netz-Paulik (1922–2007), deutsche Bildhauerin
- Luca Netz (* 2003), deutscher Fußballspieler
- Marie Netz (1861–nach 1931), deutsche Politikerin (DNVP)
- Reviel Netz (* 1968), israelischer Altphilologe, Wissenschaftsphilosoph, Wissenschafts- und Mathematikhistoriker
- Sebastian Netz (* 1980), deutscher Gitarrist und Songwriter
- Ulrich Netz (* 1957), deutscher Fußballspieler
- Wolf-Rüdiger Netz (* 1950), deutscher Fußballspieler